# Jamaquello
Sous-genres
Jamaqueo saracuaco, jamaqueo chinampera, jamaqueo sarandajo , jamaqueo norteño nica
Le jamaquello est un rythme musical et un style de danse typiques du Nicaragua, d'origine européenne.

## Histoire
Le jamaquello norteño nicaraguayen est un rythme musical originaire du Pays basque espagnol et du sud de la France où il était connu sous le nom de zortziko. Introduit par des immigrants de différents pays européens, principalement français, il est assimilé par les paysans nicaraguayens du nord des départements de Jinotega et Matagalpa.

## Sous-genres
Trois sous-genres sont identifiés : jamaqueo saracuaco, jamaqueo chinampera, jamaqueo sarandajo (interprété uniquement avec la vièle talalate).

## Danse
Le jamaqueo saracuaco, aux airs doux, est dansé, comme si on se balance doucement dans un hamac. Le jamaqueo sarandajo est dansé d'une manière rapide et tremblante, sur huit temps, en mesure de cinq quarts. 